# 稅務專門學校
稅務專門學校，原稱北京税务学堂，成立于1908年，是清末民初中国政府开设的培养税务、海关专门人才的学校。

## 历史

### 背景
近代以来，中国受一系列不平等条约的影响，以英国为首的列强得以插手中国税务。随着列强对中国税务的控制程度加深，中国国内的反抗呼声亦愈发高涨。这派反对外籍总税务司把持中国税务的势力中，主要角色便是清政府的商部尚书载振、军机大臣铁良、外务部右侍郎唐绍仪。1906年4月，清政府任命户部尚书铁良为督办税务大臣，外务部右侍郎唐绍仪为会办税务大臣。
1906年7月，清政府设立税务处，将原隶属于外务部管理的海关移交至税务处进行专门管理。1907年10月，唐绍仪撰写《关务学堂节略》一文，提出筹设税务专门学校。得到了督办税务大臣铁良等的支持。

### 成立
1908年4月29日，税务处札令在北京开办税务学堂(Customs College)，任命陈銮为学堂总办（即校长）主持税务学堂管理工作，海关税务司邓罗为洋总办负责校务工作。且此后历任副校长皆由英籍税务司兼任。税务学堂隶属于税务处并由其直接管理，学堂总办由税务大臣任命。学堂的中文课教师大多具有进士、翰林身份；英文和海关专业课则聘请洋关的税务司、帮办等高级洋员担任兼职教师，由总税务司署择优委派。
1908年夏季，税务学堂在北京、汉口、上海、福州、广州通过招生考试录取首批本科学生36人，学生学习经费由海关船钞项拨付，对本科学生免费。1908年10月7日，税务学堂正式开课授课。学堂“以造就各关理事人才为宗旨。学生以深通中外文字、研究理财、商律条约及关于各项税务学问为成效”。校址设在北京王府井西堂子胡同税务处东院及马号南院的一部分作为办公、讲堂、宿舍、操场之用。1910年11月，税务学堂迁入位于朝阳门大雅宝胡同东口的新校舍。
辛亥革命期间，因北京局势纷乱，税务学堂学生被遣回原籍休假，直至1912年才陆续复课。1913年1月，第一届税务学堂学生毕业。北洋政府财政总长周学熙以及总统代表、总税务司代表等亲临首届新生毕业典礼观礼，并向毕业生颁发毕业证书。1913年教育部依据壬子癸丑学制，承认税务学堂为高等学校中的专门学校，更名为“税务专门学校”。简称“税专”。
1929年，税务专门学校在上海设立第一、第二分校，招收海事学员（学制3年）与外勤学员（学制1至2年）。
1930年，余文灿成为校长，放弃了通才教育方针，改为专才教育，设立了内班关员的为期2年的验估班、针对在职外班关员的为期1年的验货班。1931年成为海关关员唯一来源。后任校长朱彬元。
1935年，受华北时局动荡影响，加上南方对海关人才需求量高等原因，税务专门学校选择了南迁上海。并改为招收大学毕业生，培训一年。
1940年9月，税务专门学校被交给汪精卫政权的关务署署长张素民控制。1943年3月停招。
1940年12月，税务专门学校在香港借用香港大學与九龙关的房舍办学。1941年香港大學毀於炮火，1942年11月迁往重庆西郊。培训在职人员，每期6个月，50人。1946年迁回上海。1949年7月1日起停办。
1951年，税务专门学校的最后一批学生毕业。1952年上海市高教局经报高教部决定，税务专门学校的内勤班、外勤班并入上海财经学院；海事班并入大连海事学院（原上海吴淞商船专科学校）。

## 学制
税务学堂的入学标准为高中毕业生，学制四年。北京税务学堂/税专共招收26个税务专门班（学制4年）。迁沪后招收大学毕业生举办内勤训练班，学制1年，前后共举办6期。抗战前举办外勤班18期。抗战胜利后内勤、外勤班各办4期。海事班先后举办13期，1946-1947年还办了两期特别班。

## 历任校长
|          | 校长   | 副校长 | 备注  |
| -------- | ------ | ------ | ----- |
| 首任校长 | 陈銮   | 邓罗   | [ 2 ] |
|          | 余文灿 |        |       |
|          | 朱彬元 |        |       |
|          |        |        |       |

## 著名校友
- 丁贵堂：税专第五班，1916年3月毕业。1943年6月，代理总税务司2个月，这是中国关员首次执掌海关领导权。1949年后任海关总署副署长。
- 吴耀宗：著名基督教全国领袖